# Max Menger
Max Menger von Wolfensgrün (* 10. September 1838 in Neusandez; † 30. August 1911 in Mondsee) war ein österreichischer Jurist und Politiker.

## Leben
Max Menger wurde in Galizien geboren. Seine jüngeren Brüder waren Anton Menger und Carl Menger. Er studierte die Rechts- und Staatswissenschaft an der Universität Wien und promovierte 1864. Er vertrat in seiner Promotionsschrift die These der organisierten Selbsthilfe durch das Kleingewerbe, die von Hermann Schulze-Delitzsch entwickelt worden war. 1871 zog er nach Wien, wo er als Rechtsanwalt tätig wurde.

## Politik
In der Folge der dem Genossenschaftswesen freundlichen Thesen in seiner Doktorarbeit wurde er 1869 von der Troppauer Handels- und Gewerbekammer als Abgeordneter in den schlesischen Landtag entsandt. 1871 und 1872 vertrat er im Reichsrat den Landgemeindenbezirk Eger-Karlsbad, ab 1874 den schlesischen Stadtbezirk Jägerndorf-Freudenthal-Freiwaldau. Max Menger war dann von 1897 bis 1907 Mitglied des österreichischen Reichsrates für Mährisch-Ostrau. Menger schloss sich im Reichsrat den Abgeordneten des Fortschrittsklubs beziehungsweise der vereinigten deutschen Linken an. Er gehörte ferner 1882 bis 1885 dem Stadtrat Wiens an.

## Publikationen
- Max Menger von Wolfensgrün: Die Wahlreform in Österreich, 1873
- Max Menger von Wolfensgrün: Die Reform der directen Steuern in Österreich, 1895